# Joe King
Joseph Adam King (25 de mayo de 1980) es un cantante y guitarrista estadounidense conocido por ser uno de los cofundadores y miembro de la banda de rock, The Fray.

## Vida y carrera

### Primeros años
Joe King nació el 25 de mayo de 1980, en Colorado. Asistió a la Faith Christian Academy en Arvada. Aprendió a tocar el piano a una edad temprana, pero luego lo dejó y comenzó a tocar la guitarra. Declaró más tarde que fue porque "los chicos más guays en octavo tocaban la guitarra. Quería integrarme."

## Carrera

### The Fray
The Fray lanzó Movement EP en 2002. King fue el vocalista principal en dos canciones del EP, It's for You y Where You Want To. La banda lanzó Reason EP en 2003, con bastantes buenas críticas en la ciudad de Denver. Esto llevó a que Epic Records firmara con la banda en 2004.
Su primer álbum, How to Save a Life, fue lanzado en 2005, lo que le trajo a la banda bastante éxito. Además de tocar la guitarra, King fue vocalista principal en la canción "Heaven Forbid", que trata sobre su hermana. También prestó su voz en "How to Save a Life", "Look After You" y "Trust Me".
La banda lanzó su segundo álbum, The Fray, en 2009. El segundo sencillo del álbum, "Never Say Never", fue escrita principalmente por King desde su perspectiva sobre el matrimonio. Además de la guitarra, en el segundo álbum King también cantó, como en la canción "Ungodly Hour" y en "Uncertainty", y fue corista en "Syndicate" y "Absolute".
La banda lanzó Scars & Stories en 2012, y King fue la voz principal en "Rainy Zurich".

## Trabajo fuera de The Fray
King cantó la canción "Undertow" del álbum de Timbaland, Shock Value 2. También coescribió y coprodujo "Alright With Me", la cual fue incluida en el álbum debut de la ganadora de American Idol, Kris Allen.
En abril de 2013, King lanzó un EP de seis canciones, Breaking, bajo el nombre "King." Su sencillo "Need a Woman by Friday" incluye la colaboración de Trombone Shorty.
En septiembre de 2017, King lanzó cinco canciones en el proyecto titulado "Union Moon".

## Vida personal
King se casó por primera vez a los 19 años. Él y su primera mujer, Julie, tuvieron dos hijas, Elise y Ava.
Contrajo matrimonio con la actriz Candice Accola en la ciudad de Nueva Orleans, el 18 de octubre de 2014. El 31 de agosto de 2015 se hizo público que su mujer que estaba embarazada por primera vez. El 15 de enero de 2016 nació Florence May King, su primera hija en común y su tercera en total. El 19 de agosto de 2020 se hizo público el segundo embarazo de su mujer. Su segunda hija en común y cuarta en total, Josephine June King, nació el 1 de diciembre de 2020.